# Bedford (Pensylwania)

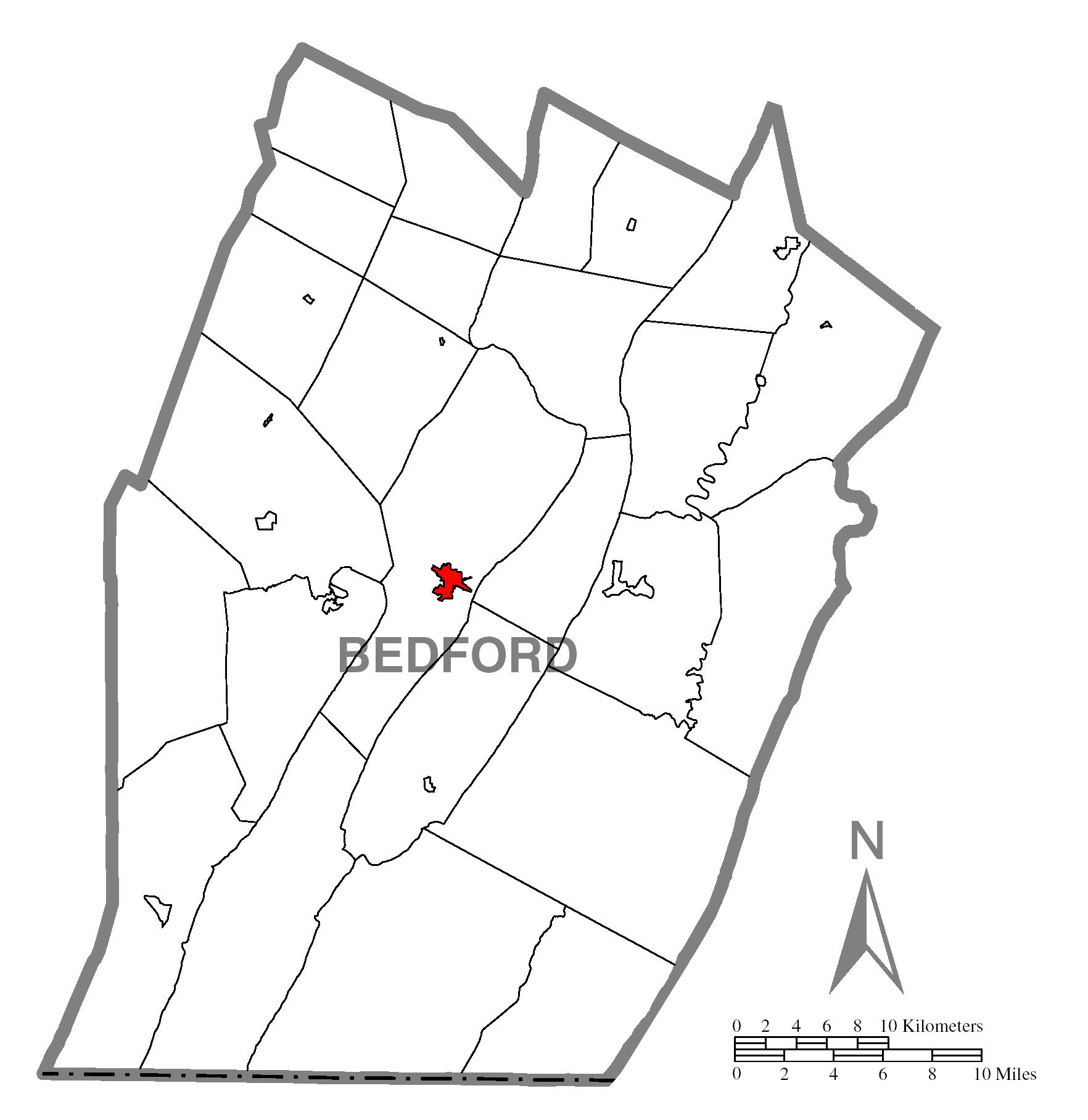
Miasto Badford w stanie Pensylwania i w hrabstwie Bedford

Badford – miasto w stanie Pensylwania w hrabstwie Bedford w Stanach Zjednoczonych.
- Powierzchnia: 2,9 km²
- Ludność: 3028 (2006)